# ハインリヒ3世 (ルクセンブルク伯)
ハインリヒ3世（ドイツ語：Heinrich III., 1070年 - 1096年）は、ルクセンブルク伯（在位：1086年 - 1096年）およびエヒタナハのフォークト。
ルクセンブルク伯コンラート1世とクレマンス・ダキテーヌの息子で、1086年に父が死去した後にルクセンブルク伯位を継承した。1096年に死去し、弟ヴィルヘルムが伯位を継承した。